# Benica
Benica – wieś w Słowenii, w gminie Lendava. 1 stycznia 2018 miejscowość liczyła 69 mieszkańców.